# Friedrich Spiro
Friedrich Spiro (* 28. Dezember 1863 in Berlin; † 13. September 1940 in Basel) war ein deutscher Klassischer Philologe und Musikwissenschaftler.

## Leben
Friedrich Julius Spiro, der Sohn des Fabrikanten Paul Spiro und der Agnes geb. Landsberg, zeigte früh sprachliche und musikalische Begabung. Er erhielt Klavierunterricht bei Heinrich Ehrlich und besuchte das Luisenstädtische Gymnasium, wo er am 6. März 1880 die Reifeprüfung ablegte. Anschließend studierte er Klassische Philologie, zunächst an der Berliner Universität (Sommersemester 1880–Sommersemester 1881), wo ihn besonders der Philologe und Archäologe Carl Robert beeinflusste. Möglicherweise auf dessen Rat wechselte Spiro zum Wintersemester 1881/82 an die Universität Greifswald, an der damals Ulrich von Wilamowitz-Moellendorff tätig war. Ihm und Robert widmete Spiro seine späteren philologischen Arbeiten. Im Wintersemester 1883/84 (nachdem Wilamowitz nach Göttingen gewechselt war) kehrte Spiro nach Berlin zurück und verfasste seine Doktorarbeit über die Phönissen des Euripides, mit der er am 15. Juli 1884 zum Dr. phil. promoviert wurde.
Vom 1. Oktober 1884 bis zum 1. Oktober 1885 leistete Spiro den Militärdienst ab und zwar nicht beim preußischen Heer, sondern beim Königlich bayerischen Infanterie-Leib-Regiment in München. Nach seiner Entlassung bereitete sich Spiro in Berlin auf das Lehramtsexamen vor, das er am 16. November 1886 bestand. Er trat jedoch nicht in den Schuldienst ein, sondern blieb zunächst Privatgelehrter und freischaffender Musiker. Er veröffentlichte wissenschaftliche Aufsätze zu Fragen der Philologie wie der Musikgeschichte.
1891 zog Spiro nach Rom, wo er die Violinistin Assia Rombro (1873–1956) kennenlernte und heiratete. Spiro setzte seine wissenschaftliche Arbeit in Rom fort (sein Forschungsschwerpunkt wurde der Schriftsteller Pausanias), vertiefte sich aber vor allem in die Musik. Für die Zeitschrift der Internationalen Musikgesellschaft verfasste er regelmäßig Beiträge zum römischen und deutschen Musikleben. Zum 1. Oktober 1904 erhielt Spiro eine Anstellung als Organist an der Kaiserlich deutschen Botschaftskapelle in Rom, die er zu Ostern 1914 aufgab. Ab dem 1. Oktober 1914 unterrichtete Spiro ehrenamtlich an der Deutschen Schule in Rom.
Mit dem Ausbruch des Ersten Weltkriegs wurde die Lage für das Ehepaar Spiro nach und nach prekär, da Spiro immer noch deutscher Bürger war. Als der Kriegseintritt Italiens auf Seiten der Entente kurz bevorstand, verließen Spiro und seine Frau Rom und zogen nach Berlin. Ab dem 18. April 1915 unterrichtete Spiro als Hilfslehrer am Hohenzollern-Gymnasium in Berlin-Schöneberg. Am 1. April 1916 erhielt er die Anstellungsfähigkeit im höheren Schuldienst Preußens und wurde als Oberlehrer an das Städtische Gymnasium in Fürstenwalde/Spree versetzt. Am 1. Mai 1924 wurde Spiro in den einstweiligen Ruhestand versetzt, am 1. April 1929 in den ordentlichen Ruhestand. Friedrich Spiro gehörte während dieser Jahre auch der Graeca an, einem Lesezirkel unter der Leitung von Ulrich von Wilamowitz-Moellendorff.
In der Zeit des Nationalsozialismus wurden die Eheleute Spiro wegen ihrer jüdischen Herkunft als „Nichtarier“ klassifiziert und mussten alle Demütigungen des Regimes ertragen. Zur Emigration entschlossen sie sich erst nach der Reichspogromnacht 1938: Sie emigrierten 1939 in die Schweiz, wo Friedrich Spiros Bruder, der Chemiker Karl Spiro (1867–1932), bereits seit 1919 gelebt hatte. Friedrich Spiro starb in Basel am 13. September 1940.
Spiros wissenschaftliches Werk umfasst verschiedene Gebiete der Klassischen Philologie und der Musikwissenschaft. Sein wichtigstes Werk war die dreibändige Handausgabe (editio minor) des Pausanias, die 1903 im Teubner-Verlag erschien. Sie beruhte auf sorgfältigem Studium der (Spiro zugänglichen) Handschriften, der älteren Ausgaben sowie der archäologischen und philologischen Forschung der letzten Jahre. Der Philologe Heinrich Schenkl lobte in seiner Rezension der Ausgabe besonders die sorgfältige und konservative Textgestaltung sowie den akribischen und sparsamen Apparat. Spiros Handausgabe des Pausanias behauptete neben der großen, mit umfangreichem Kommentar ausgestatteten Pausanias-Ausgabe von Hermann Hitzig und Hugo Blümner (3 Bände in 6 Teilen, Berlin/Leipzig 1896–1910) einen eigenen Platz und wurde noch in den 1960er Jahren nachgedruckt.

## Schriften (Auswahl)
- De Euripidis Phoenissis. Berlin 1884 (Dissertation)
- Παυσανίου Ἑλλάδος περιήγησις = Pausaniae Graeciae descriptio. 3 Bände, Leipzig 1903. Nachdrucke Stuttgart 1959, 1964, 1967 (Volltext Bd. 1, Bd.2, Bd. 3)
- Geschichte der Musik. Leipzig 1907 (Aus Natur und Geisteswelt 143)

Übersetzungen
- Pausanias: Führer durch Attika. Leipzig 1894 (Reclams Universal-Bibliothek 3360)
- Pausanias: Geschichte der messenischen Kriege. Leipzig 1896 (Reclams Universal-Bibliothek 4168). Neuausgabe 1928
- Marcus Tullius Cicero, Ausgewählte Reden. Band 6: Reden gegen Verres. Leipzig 1897 (Reclams Universal-Bibliothek 4013). Neuausgabe 1928
- Demosthenes: Rede über die Chersonesfrage und Rede gegen Leptines. Leipzig 1901 (Reclams Universal-Bibliothek 4438)
- Marcus Tullius Cicero: Gespräche in Tusculum. Leipzig 1908 (Reclams Universal-Bibliothek 5027–5029)
- Gedichte des Catullus, übersetzt von W. Amelung, mit einer Einleitung von Fr. Spiro und einigen Abbildungen antiker Denkmäler. Jena 1911
- Petron: Gastmahl des Trimalchio. Nach W. Heinses Übersetzung mit Einleitung und Erläuterungen. Leipzig 1928 (Reclams Universal-Bibliothek 2616)